# Alfeo (Cella Dati)
Alfeo è una frazione del comune cremonese di Cella Dati posta a sud del centro abitato.

## Storia
La località era un piccolo villaggio agricolo di antica origine del Contado di Cremona con 80 abitanti a metà Settecento.
In età napoleonica, dal 1810 al 1816, Alfeo fu frazione di Pugnolo, ma recuperò l'autonomia con la costituzione del Regno Lombardo-Veneto.
Furono i governanti tedeschi nel 1841 a sopprimere definitivamente il comune di Alfeo annettendolo a quello di Cella.